# Amphisbaena ibijara
Amphisbaena ibijara är en ödleart som beskrevs av  William Antônio Rodrigues ANDRADE och DIAS LIMA 2003. Amphisbaena ibijara ingår i släktet Amphisbaena och familjen Amphisbaenidae. Inga underarter finns listade i Catalogue of Life.